# قلعه ایچینومیا
قلعه ایچینومیا (به ژاپنی: 一宮城 Ichinomiya) یک قلعه ژاپنی است که در استان توکوشیما در ژاپن قرار دارد.
در سال ۱۵۸۵ تویوتومی هیده‌یوشی مبارزاتی علیه چوسوکابه موتوچیکا و خاندانش را آغاز کرد حمله شیکوکو (۱۵۸۵). تویوتومی هیده‌یوشی با ۱۰۰۰۰۰ سرباز به منطقه چوسوکابه موتوچیکا که فقط ۴۰٬۰۰۰ سرباز داشت، لشکر کشید. تویوتومی هیده‌ناگا، برادر کوچکتر هیده‌یوشی، ۴۰۰۰۰ سرباز را به محاصره قلعه ایچینومیا اختصاص داد. پس از حمله اولیه به آن، آنها برای از بین بردن منبع آب قلعه اقدام کردند. با توجه به اینکه تعداد سربازان درون قلعه بیش از حد بود و فاقد منبع آب بودند، قلعه تسلیم تویوتومی شد. با تسلیم قلعه، چوسوکابه موتوچیکا خودش تسلیم شد. نبرد در اطراف قلعه قسمت اصلی کارزار بود.